# Nhà tù Prey Sar
Nhà tù Prey Sar, tên gọi cũ là S24, là nhà tù lớn nhất trong số 24 nhà tù của Campuchia. Nhà tù này hiện do Bộ Nội vụ Campuchia quản lý với các liên lạc viên đến từ Bộ Y tế.
Kang Kek Iew từng bị giam tại Prey Sar trong suốt hai năm liền.